# Идзакая
Идзакая (яп. 居酒屋 идзакая) — тип японского неформального питейного заведения, в котором посетители выпивают после рабочего дня. Функционально идзакаи схожи с ирландскими пабами, испанскими тапас-барами, ранними американскими салунами и тавернами.

## Этимология

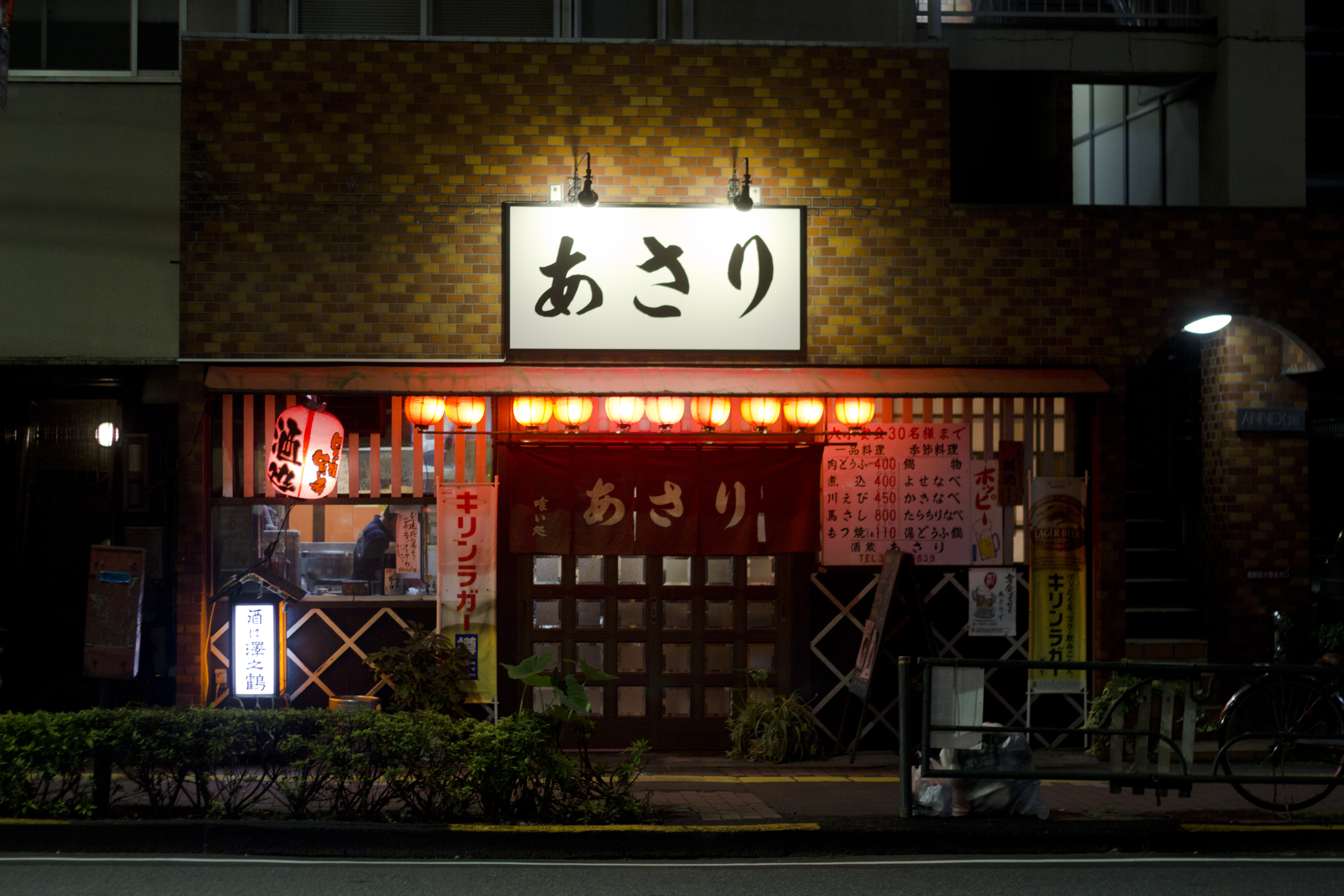
Идзакая в Готанде, Токио. На доске в правом верхнем углу расположено меню с обычной едой (левая колонка) и с сезонными блюдами — набэмоно (правая колонка)

Слово идзакая состоит из кандзи «и» (яп. 居 и, оставаться) и «сакэя» (яп. 酒屋 сакэя, магазин сакэ), поскольку идзакаи произошли из магазинов сакэ, где посетителям разрешалось садиться выпивать. Идзакаи в повседневном обиходе также называются «акатётин» (яп. 赤提灯 акатётин, красный фонарь) поскольку перед заведениями традиционно выставляется бумажный фонарик.

## История
Историк Пенелопа Фрэнкс считает развитие идзакай в Японии, особенно в период Эдо, одним из индикаторов растущей популярности употребления сакэ в конце XVIII века. Изначально, до периода Мэйдзи, посетители пили алкоголь в магазинчиках сакэ стоя, затем некоторые из заведений начали использовать бочки из-под сакэ в качестве стульев, после чего к напиткам добавили закуски.
Одна из идзакай в Токио стала широко известна среди иностранцев после того, как в 1962 году генеральный прокурор США Роберт Кеннеди пообедал в ней во время встречи с лидерами японских профсоюзов.

## Стиль трапезы
Идзакаи часто сравниваются с тавернами и пабами, однако у японских заведений есть ряд отличий.
В зависимости от заведения посетители или сидят на татами и едят с низких столиков в традиционном японском стиле, или сидят на стульях и пьют и едят с обычных столов. Многие идзакаи предоставляют клиентам выбор между двумя вариантами или предлагают сидячие места у бара. Кроме того, в некоторых ресторанах практикуется стиль «тати-номи», что означает «выпивание стоя». Обычно посетителям предлагается осибори (мокрое полотенце), чтобы протереть руки. Полотенца подаются холодными летом и тёплыми зимой. Если действие происходит в Токио, то затем клиенту предлагается маленькая закуска «ото:си», в Осаке или Кобе предлагается «цукидаси». Закуска является местным обычаем и часто включается в счёт вместо платы за вход. Меню может лежать на столе, быть повешенным на стену или предлагаться в обоих вариантах. В больших идзакаях часто предлагается меню с изображениями блюд. Во время пребывания гостя в заведении напитки и еда могут заказываться в любой момент по желанию. Блюда приносят за стол, счёт выставляется в самом конце посещения. В отличие от других японских стилей трапезы, в идзакаях еда обычно делится между гостями за столом аналогично испанским тапас. Частыми форматами работы идзакай являются «номи-хо:дай» («Всё, что ты можешь выпить») и «табэ-хо:дай» («Всё, что ты можешь съесть»): за фиксированную сумму, посетитель может заказывать так много блюд и напитков, как он хочет, обычно, с ограничением по времени посещения в 2 или 3 часа.
Еда в идзакаях обычно заказывается медленно в несколько заходов. Блюда подаются по мере приготовления, а не в установленном порядке, как в западных ресторанах. Пиво обычно заказывается перед изучением представленного меню. Быстрые в приготовлении рецепты, такие как хияякко (холодный тофу с овощами) или эдамамэ (варёные соевые бобы в стручках), подаются первыми, затем идут такие блюда с более сложным вкусом, как якитори или караагэ, а завершается трапеза рисом или лапшой.

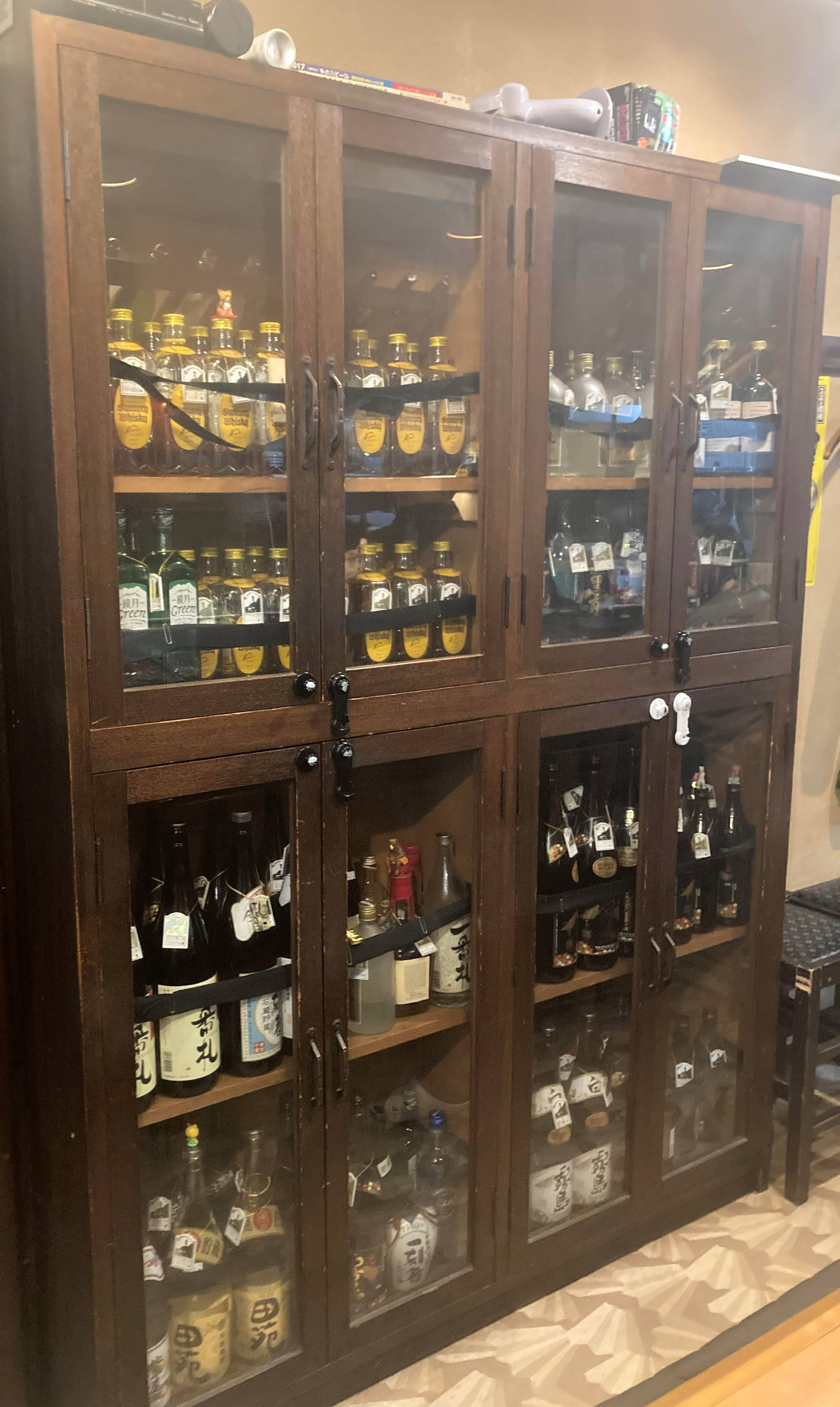
Шкафчик, хранящий бутылки постоянных посетителей идзакая

В идзакая действует система «Боттл-кип», когда посетитель, купив бутылку (сакэ или сётю), не выпивает её до конца, а оставляет на хранение в идзакая. Можно оставить бутылку, которая будет размещена в отдельном шкафчике и будет ждать владельца до следующего посещения. Часто японцы имеют несколько бутылок в разных заведениях.

## Типичное меню
Из-за большого разнообразия идзакай в них подаются различные блюда. Общими элементами являются:

### Алкогольные напитки
- Сакэ: японское рисовое вино, которое готовится путём ферментации шлифованного риса. В отличие от вина, алкоголь в сакэ происходит от крахмала, который преобразуется в сахара.
- Пиво
- Сётю
- Коктейли
  - Кислые (сава)
  - Тюхай
- Вино
- Виски

Некоторые из заведений предлагают услугу хранения бутылок, где клиент покупает полную бутылку алкоголя (обычно сётю или виски), а оставшийся недопитый объём хранится до следующего визита.

### Блюда
Еда в идзакаях обычно более содержательная, чем в тапас или мезе, предполагается, что гости будут делиться многим из блюд из меню.
- Эдамамэ — варёные солёные стручки соевых бобов[7].
- Гома-аэ — различные овощи под кунжутным соусом
- Караагэ — маленькие кусочки жареной курицы
- Кусияки — мясо на гриле или шашлычки из овощей
- Салаты[7]
- Сашими — тонко нарезанная сырая рыба
- Тэбасаки — куриные крылья
- Тофу
  - Агэдаси дофу — прожаренный тофу в бульоне
  - Хияякко — мягкий охлаждённый тофу с добавками
- Цукэмоно — маринованные огурцы
- Якисоба[7]
- Якитори — куриные шашлычки[7]

## Типы идзакай

### Акатётин
Идзакаи часто называются «акатётин» (яп. 赤提灯 акатё:тин, красный фонарь) из-за красных фонарей, выставляемых снаружи заведения. Некоторые компании, не связанные с идзакаями, также используют красные фонари.

### Косплей
Косплейные идзакаи стали популярны в 2000-х годах. Персонал носит костюмы и ожидает гостей. Иногда проводятся шоу. Костюмы часто изображают дворецких и служанок.

### Одэн-я
Заведения, специализирующиеся на одэне, называются одэн-я. Обычно они выглядят как уличные киоски с местами для сидения и популярны в зимнее время.

### Робатаяки
Робатаяки — места, где клиенты сидят вокруг открытого очага, на котором повар жарит морепродукты и овощи. Свежие ингредиенты показываются посетителям, которые указывают на те, которые они хотели бы заказать.

### Якитори-я
Якитори-я специализируются на якитори. Куриные шашлычки часто готовятся прямо перед гостями.